# 1221
1221 (MCCXXI) fue un año común comenzado en viernes del calendario juliano.

## Acontecimientos
- Se inicia la construcción de la catedral de Burgos.
- Se funda la Farmacia de Santa María Novella.
- Finalización de la Quinta Cruzada (1217–1221).

## Nacimientos
- 23 de noviembre - Alfonso X el Sabio, rey de Castilla y de León (1252-1284).
- Buenaventura de Fidanza, cardenal y santo de la Iglesia católica.

## Fallecimientos
- 6 de agosto - Domingo de Guzmán. En Bolonia, Emilia-Romaña (Italia). Religioso español, fundador de la Orden de Predicadores y santo de la Iglesia católica